# Episodi di NOS4A2 (prima stagione)
La prima stagione della serie televisiva NOS4A2, composta da 10 episodi, è stata trasmessa negli Stati Uniti su AMC dal 2 giugno al 28 luglio 2019.
In Italia, la stagione è stata interamente distribuita su Prime Video il 7 giugno 2019.
| n° | Titolo originale               | Titolo italiano               | Prima TV USA   | Pubblicazione Italia |
| -- | ------------------------------ | ----------------------------- | -------------- | -------------------- |
| 1  | The Shorter Way                | Il Shorter Way                | 2 giugno 2019  | 7 giugno 2019        |
| 2  | The Graveyard of What Might Be | Il cimitero delle possibilità | 9 giugno 2019  | 7 giugno 2019        |
| 3  | The Gas Mask Man               | Il Gasmask Man                | 16 giugno 2019 | 7 giugno 2019        |
| 4  | The House of Sleep             | La casa del sonno             | 23 giugno 2019 | 7 giugno 2019        |
| 5  | The Wraith                     | Lo spettro                    | 30 giugno 2019 | 7 giugno 2019        |
| 6  | The Dark Tunnels               | Il tunnel oscuro              | 7 luglio 2019  | 7 giugno 2019        |
| 7  | Scissors for the Drifter       | Forbicine assassine           | 14 luglio 2019 | 7 giugno 2019        |
| 8  | Parnassus                      | Parnassus                     | 21 luglio 2019 | 7 giugno 2019        |
| 9  | Sleigh House                   | La casa della slitta          | 28 luglio 2019 | 7 giugno 2019        |
| 10 | Gunbarrel                      | Gunbarrel                     | 28 luglio 2019 | 7 giugno 2019        |